# Campagne de Saratoga
Guerre d'indépendance des États-Unis
Batailles
- Ticonderoga
- Hubbardton
- Fort Ann
- Fort Stanwix
- Oriskany
- Bennington
- Saratoga

La campagne de Saratoga fut une série de batailles en 1777 lors de la guerre d'indépendance des États-Unis pour le contrôle de l'Hudson.
La campagne se termina par la cruciale bataille de Saratoga lors de laquelle les troupes de l'Armée britannique commandées par John Burgoyne furent capturées. La victoire américaine inspira à la France son entrée en guerre aux côtés des Américains, leur fournissant argent, hommes et le support de La Royale.

## Contexte

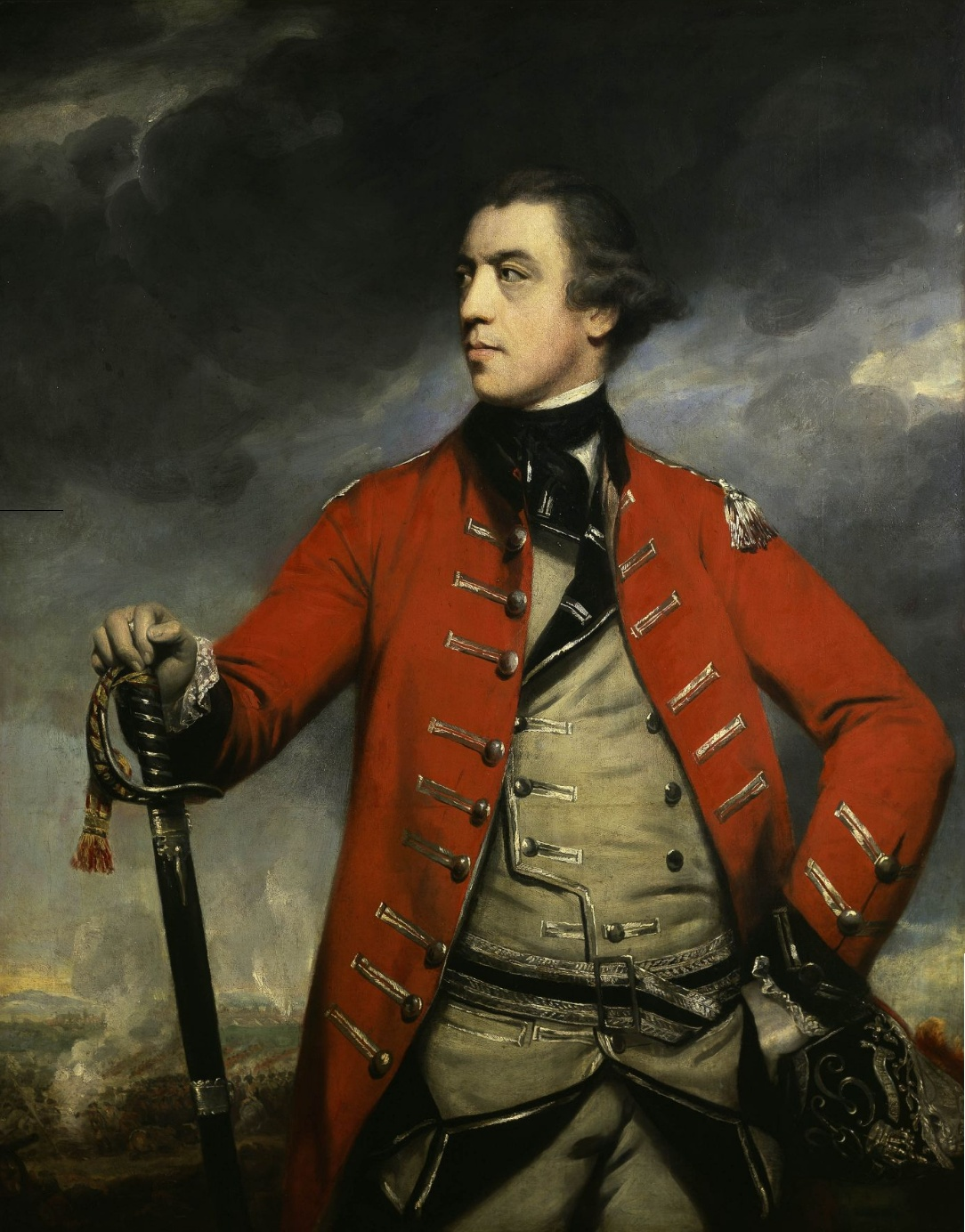
Portrait du général britannique John Burgoyne.

La guerre d’indépendance américaine opposait les insurgents, organisés en milices et une armée continentale dirigée par George Washington, aux Britanniques aidés par des mercenaires hessiens. À partir de 1775, les Américains remportent quelques batailles (Lexington et Concord, siège de Boston, bataille de Trenton, bataille de Princeton) mais essuient également des revers (campagne d’invasion du Québec, bataille de Long Island). Ils perdent la ville de New York en 1776 qui sert alors de base arrière pour les Britanniques et les loyalistes. En 1777, les insurgents sont défaits à la bataille de Brandywine et perdent le contrôle de Philadelphie.

## Stratégie britannique

### Le plan du général Howe
Dès l’automne 1776, les hostilités entre les deux camps se calmèrent à cause de la mauvaise saison ; ce temps fut utilisé par les commandants pour élaborer les stratégies pour l’année suivante. Les Britanniques disposaient alors de deux forces : celle de Guy Carleton était au Canada et avait repoussé l’invasion américaine de 1775. L’armée de William Howe avait quant à elle forcé les Américains à quitter New York en 1776. Le 30 novembre 1776, Howe envoya à Lord Germain, le secrétaire d’État pour l’Amérique dans le cabinet de Lord North, son plan pour la campagne de 1777. S’il recevait d’Angleterre les renforts nécessaires, il prévoyait de prendre la ville d’Albany en remontant l’Hudson depuis New York. Ensuite, il pourrait rassembler des troupes pour partir à la conquête de Philadelphie, la capitale des insurgents et l’endroit où se réunissait le Congrès continental. Finalement Howe changea d’avis en se rendant compte que les renforts n’arriveraient pas à temps et que les défaites subies par l’armée continentale à l’automne 1776 faisaient de Philadelphie une cible facile pour les forces britanniques. Il était donc question de prendre d’abord la ville de Philadelphie avant Albany. Germain reçut le nouveau plan de Howe le 23 février 1777.

### Le plan de John Burgoyne

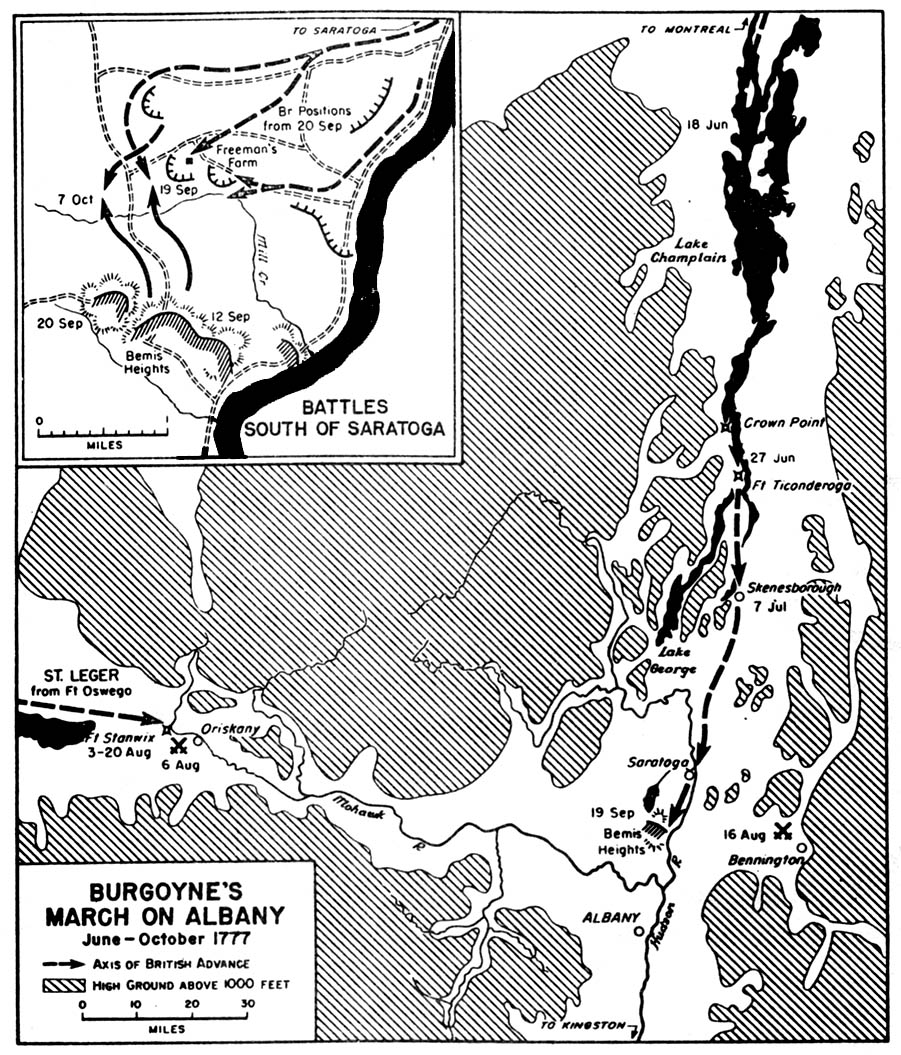
La campagne de Saratoga (1777).

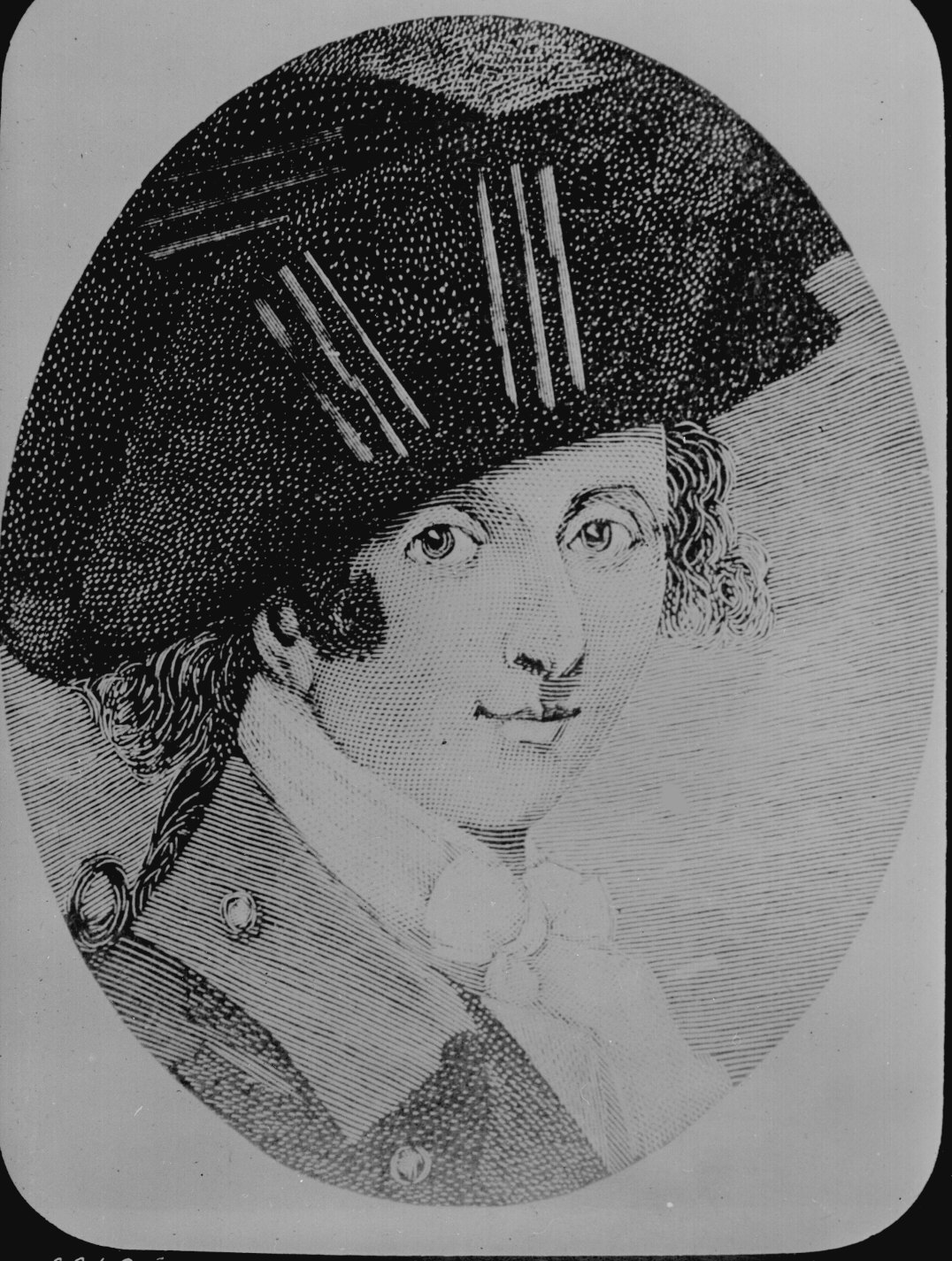
Barry St Leger.

À Londres, John Burgoyne manœuvrait pour obtenir un commandement indépendant en Amérique du Nord. Il échafauda un plan qui avait été examiné par plusieurs généraux depuis 1775 : diviser les forces américaines en lançant une invasion depuis la province de Québec. Le général Carleton avait déjà tenté cette opération en 1776, sans aller jusqu’au bout. C’est pour cette raison qu’il avait été critiqué à Londres pour ne pas avoir tiré suffisamment avantage du retrait américain après la bataille de Québec. Carleton n’avait pas l’appui de Lord Germain, ce qui profita à Burgoyne. Le plan de ce dernier lui fut soumis le 28 février 1777 et il fut accepté avec quelques amendements. L’expédition fut confiée à Burgoyne et non au général Henry Clinton, qui était lui aussi en Angleterre pour obtenir une armée.
Le plan de Burgoyne prévoyait deux armées : l’une composée de 10 000 hommes se dirigerait vers Albany depuis le Canada, en passant par le lac Champlain. L’autre armée, de 2 000 hommes et dirigée par Barry St Leger emprunterait la vallée de la rivière Mohawk afin de faire diversion. Les deux unités se retrouveraient devant Albany et fusionneraient avec celles de Howe. Le succès de l’opération reposait donc en partie sur les forces de Howe. Burgoyne retourna à Québec le 6 mai 1777 emportant avec lui une lettre de Lord Germain qui ne donnait pas beaucoup de détails sur la stratégie adoptée. En juin, les troupes se rassemblèrent à Saint-Jean sur le Richelieu, au sud-est de Montréal, puis se mirent en mouvement vers Albany.

## La campagne

### Les débuts de l’expédition de Burgoyne
Les troupes de Burgoyne remontèrent la rivière Richelieu vers le sud jusqu'au lac Champlain avec 7 800 hommes et 130 pièces d’artillerie. Les troupes régulières se composaient de 3 700 soldats britanniques sous les ordres du major général William Phillips et de 3 000 soldats allemands du Brunswick dirigés par le général Friedrich Adolf Riedesel dont la femme, Friederike Riedesel, a laissé un récit de cette expédition. Ils étaient également accompagnés de quelques centaines d'Amérindiens.

### Bataille du Fort Ticonderoga

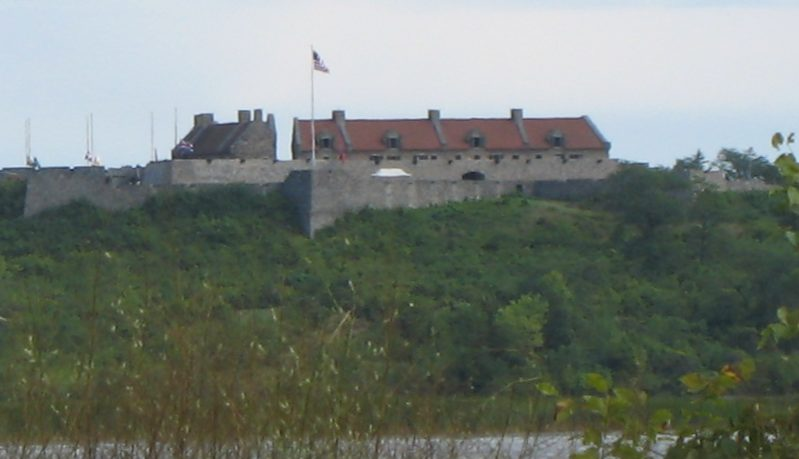
Fort Ticonderoga

Le général américain Philip Schuyler ordonna au général Arthur St. Clair d’assurer la défense du fort Ticonderoga situé sur le lac Champlain. Le 24 juin, Burgoyne s’empara facilement de Crown Point dont il renforça la défense en prévision de l’attaque du fort Ticonderoga. Mais celui-ci ne résista pas aux Anglais qui s’en emparèrent le 6 juillet. Le Congrès continental décida de remplacer Schuyler par le général Horatio Gates à la tête du Département Nord de l’armée continentale (Northern Department of the Continental Army).

### Batailles de Hubbardton et Fort Ann
Les troupes de St. Clair se replièrent et Burgoyne envoya des soldats à leur poursuite. Des échanges de tirs eurent lieu à Hubbardton, Fort-Ann et Skenesboro. Les rescapés américains rejoignirent le général Schuyler au Fort Edward. Fort-Ann tomba le 7 juillet. Cependant, les forces britanniques s’étaient divisées : Burgoyne avait laissé des hommes à Crown Point et Fort Ticonderoga. Il fit l’erreur de poursuivre son expédition par la voie terrestre, ce qui ralentit sa progression ; il arriva à Fort Edward le 29 juillet alors que Schuyler s’était retranché à Stillwater (New York).

### Batailles de Fort Stanwix et Oriskany
St Leger remonta le Saint-Laurent et traversa le lac Ontario pour arriver à Oswego sans incident. Son armée était composée de 300 soldats réguliers, de 650 Canadiens et miliciens tory, auxquels se joignirent un millier d’Amérindiens, menés par John Butler et le Mohawk Joseph Brant. Ils assiégèrent Fort Stanwix sur la rivière Mohawk. Les troupes américaines et leurs alliés amérindiens envoyés pour secourir le fort tombèrent sur les Britanniques le 6 août (bataille d'Oriskany).
Le 10 août, Benedict Arnold quittait Stillwater en compagnie de 800 hommes de l’armée continentale. Arrivé à Fort Dayton, sa troupe fut rejointe par une centaine de miliciens locaux. Arnold s’arrangea pour que les ennemis croient qu’il arrivait avec une armée imposante. Ce subterfuge réussit et les Britanniques reculèrent jusqu’au Canada, laissant Burgoyne seul.

### Bataille de Bennington
À mesure que le temps passait, l’armée américaine s’agrandissait par l’engagement de nouveaux volontaires. Tadeusz Kościuszko fut chargé de construire des défenses sur Bemis Heights (ceb) entre Saratoga et Albany, dans le but de bloquer l’avance de Burgoyne. Celui-ci blâma ses alliés indiens pour la mort de John McCrea et ces derniers l’abandonnèrent. La bataille de Bennington commença le 16 août : les 2 000 miliciens du Vermont et du New Hampshire réussirent à vaincre le détachement britannique.

### Batailles de Saratoga
Burgoyne attendait dans le Fort Miller des munitions en provenance du nord. Le 19 septembre, il engagea la première bataille de Saratoga, qui ne fut décisive pour aucun des deux camps. L'armée américaine d'Horatio Gates contrôlait Bemis Gates et avait pour ordre de défendre la ville d'Albany, située au sud. La deuxième bataille de Saratoga eut lieu le 7 octobre. Burgoyne dut reculer jusqu'à Saratoga où il fut encerclé et dut se rendre le 17 octobre.

## Source
- (en) Cet article est partiellement ou en totalité issu de l’article de Wikipédia en anglais intitulé « Saratoga campaign » (voir la liste des auteurs).
- (en) Gordon S. Wood, The American Revolution : a history, New York, Modern Library, coll. « Modern Library chronicles book » (no 9), 2002, 190 p. (ISBN 978-0-812-97041-8)